# Парламентские выборы в Армении (2017)
Парламентские выборы в Армении 2017 года — выборы в Парламент Армении, которые прошли 2 апреля 2017 года.
Согласно изменениям к Конституции, принятым на референдуме 6-го декабря 2015 года, Национальное собрание впервые избрано исключительно на пропорциональной основе. Установлен Процентный барьер в 5 % для партий и 7 % для блоков. Кандидаты в избирательных списках также были разделены по региональным группам. Избиратель, получая бюллетень, может отдать свой голос партии (блоку) в целом или конкретному представителю партии (блока) в региональной группе.
Впервые законом не оговорено конечное число депутатов — Национальное Собрание будет состоять минимум из 101 депутата с обязательным гарантированием стабильного большинства. Если ни одна партия (блок) не сумеет сформировать правительство, заручившись поддержкой большинства, то будет проведен второй тур с участием двух партий (блоков), набравших наибольшее количество голосов.
Впервые также оговорено, что в Национальном собрании в установленном Избирательным кодексом порядке будут выделены места для представителей национальных меньшинств (Русских, Курдов, Ассирийцев и Езидов). Число депутатов каждого пола в общенациональных пропорциональных списках должно быть не менее 25 %.

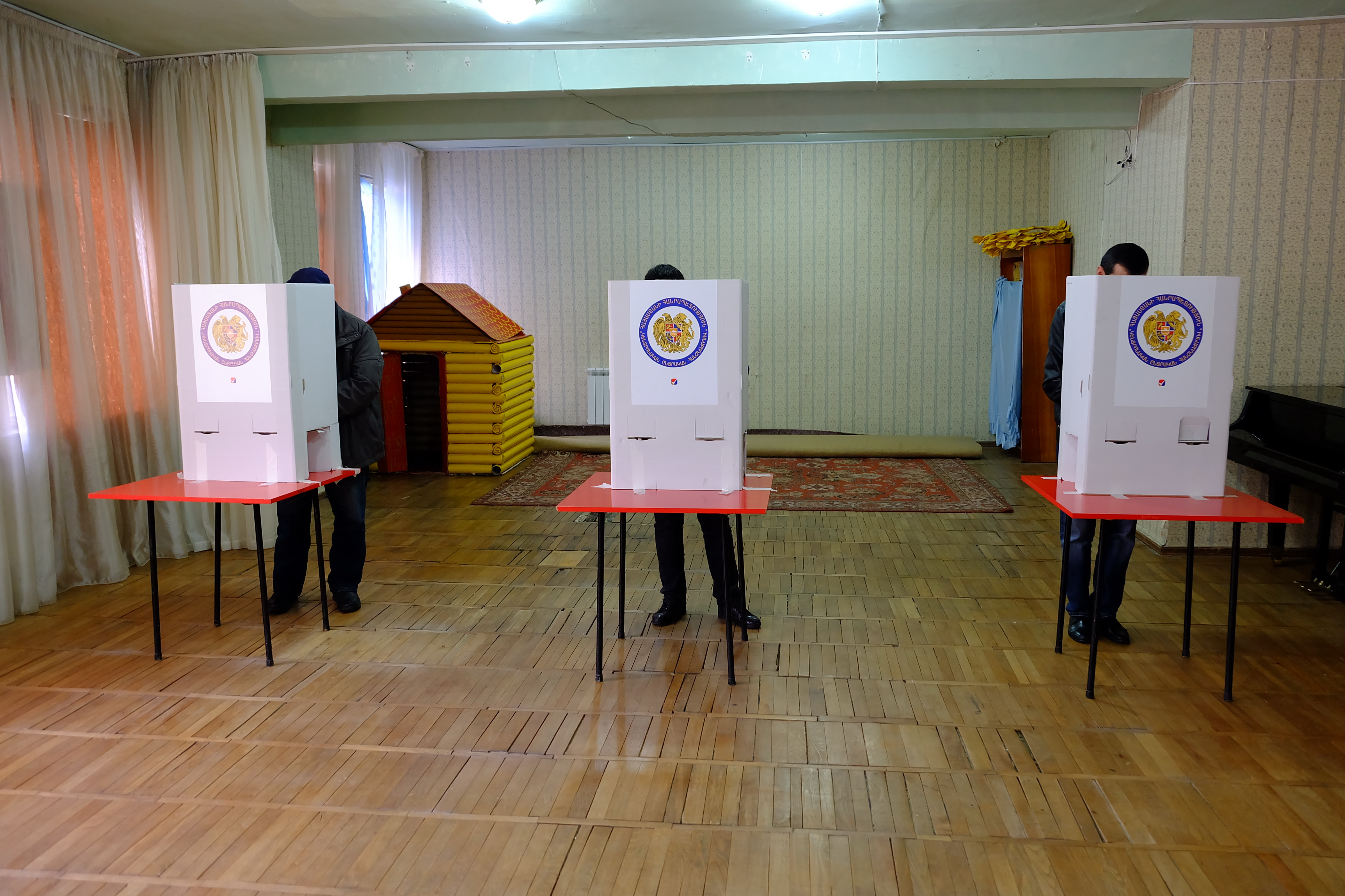
Избиратели на участке № 5/05 г. Ереван

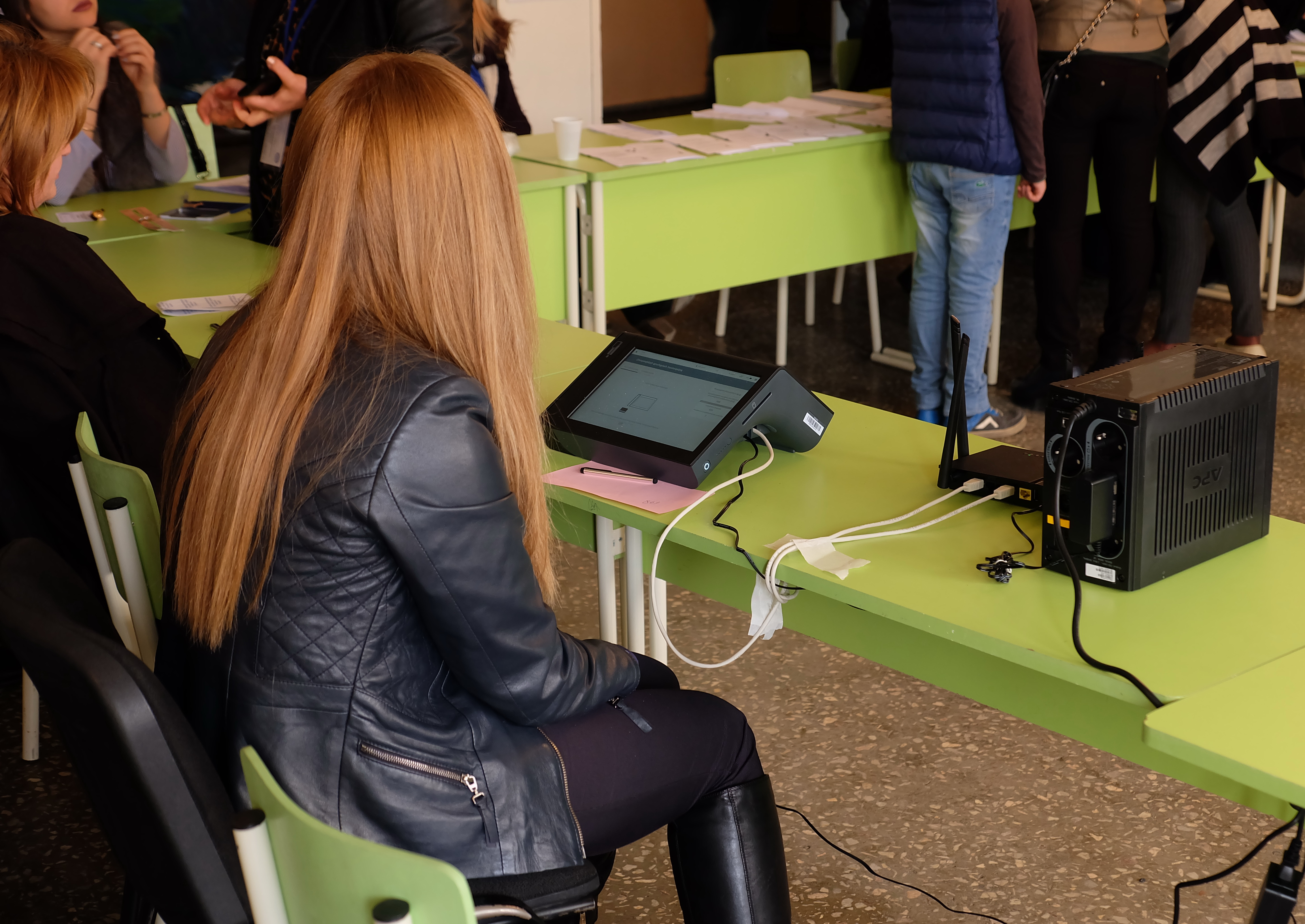
Комплексы сканирования отпечатков пальцев и паспортов, которые впервые использовались на выборах в Армении

## Участники
| Партия или коалиция            | Состав коалиции                                          | Лидер              | Количество мест в парламенте до выборов | Европейская аффиляция |
| ------------------------------ | -------------------------------------------------------- | ------------------ | --------------------------------------- | --------------------- |
| Республиканская партия Армении |                                                          | Серж Саргсян       | 69                                      | наблюдатель в ЕНП     |
| Альянс «Царукян»               | Процветающая Армения , Партия миссии                     | Гагик Царукян      | 33                                      | АКРЕ                  |
| Альянс «Конгресс-НПА»          | Армянский национальный конгресс, Народная партия Армении | Левон Тер-Петросян | 7                                       | АЛДЕ                  |
| Армянское Возрождение          |                                                          | Артур Багдасарян   | 5                                       | наблюдатель в ЕНП     |
| Дашнакцутюн                    |                                                          | Грант Марканян     | 5                                       | наблюдатель в ПЕС     |
| Альянс «Оганян-Раффи-Осканян»  | Наследие, Единство                                       | Сейран Оганян      | 4                                       | наблюдатель в ЕНП     |
| Свободные Демократы            |                                                          | Хачатур Кокобелян  | 3                                       |                       |
| Альянс «Выход»                 | Просвещенная Армения, Республика, Гражданский договор    | Эдмон Марукян      | 2                                       |                       |
| Коммунистическая партия        |                                                          | Тачат Сарксян      | 0                                       |                       |

## Предвыборные опросы
- ВЦИОМ провёл два опроса предвыборных настроений в Армении и представил результаты[3].
- 31 марта 2017 года были представлены результаты опросов общественного мнения, проведённых 18—27 марта Армянской социологической ассоциацией и BS/Gallup. По их мнению, голоса тех, кто намерен участвовать в выборах, распределяются следующим образом[4]: 1. Республиканская партия Армении 33 % (39 / 101), 2. альянс «Царукян» 29 % (35 / 101), 3. «Елк» (Союз «Исход») 9 % (11 / 101), 4. Дашнакцутюн (Армянская революционная федерация) 8 % (10 / 101), 5. Армянское возрождение 5 % (6 / 101), 6. альянс «Конгресс-НПА» 4 %, 7. альянс «Оганян-Раффи-Оскарян» 4 %, 8. Свободные демократы 3 %, 9. Коммунистическая партия Армении 3 %.

## Программы
Сайт armedia.am провел с большинством участников выборов интервью охватывающее основные политические темы  Архивная копия от 29 марта 2017 на Wayback Machine

## Результаты
| Партия                                                           | Голоса    | %     | Места | +/-   |
| ---------------------------------------------------------------- | --------- | ----- | ----- | ----- |
| Республиканская партия Армении                                   | 771 247   | 49,17 | 58    | -11   |
| Альянс Царукяна                                                  | 428 965   | 27,35 | 31    | -2    |
| «Елк» (Альянс «Исход»)                                           | 122 049   | 7,78  | 9     | новая |
| Дашнакцутюн                                                      | 103 173   | 6,58  | 7     | +2    |
| Армянское Возрождение                                            | 58 277    | 3,72  | 0     | -6    |
| Альянс Осканяна и Раффи Ованнисяна                               | 32 504    | 2,07  | 0     | -5    |
| Альянс АНК и Народной партии                                     | 25 975    | 1,66  | 0     | -7    |
| Партия свободных демократов                                      | 14 746    | 0,94  | 0     | новая |
| Коммунистическая партия Армении                                  | 11 745    | 0,75  | 0     | 0     |
| Недействительные                                                 | 6701      | -     | -     | -     |
| Всего                                                            | 1 575 382 | 100   |       |       |
| Зарегистрировано избирателей и явка                              | 2 588 590 | 60,86 | -     | -     |
| Источник: CEC Архивная копия от 4 апреля 2017 на Wayback Machine |           |       |       |       |

### По региональным группам
| Партия                         | Общий | 1 | 2 | 3 | 4 | 5 | 6 | 7 | 8 | 9 | 10 | 11 | 12 | 13 | Нац меньшинства | Всего |
| ------------------------------ | ----- | - | - | - | - | - | - | - | - | - | -- | -- | -- | -- | --------------- | ----- |
| Республиканская партия Армении | 28    | 2 | 2 | 3 | 2 | 3 | 2 | 1 | 2 | 3 | 2  | 2  | 2  | 1  | 3               | 58    |
| Царукян                        | 15    | 1 | 1 | 1 | 1 | 2 | 1 | 1 | 1 | 1 | 2  | 2  | 1  | 1  | 1               | 31    |
| Елк                            | 5     | 1 | 1 | 1 | 1 | 0 | 0 | 0 | 0 | 0 | 0  | 0  | 0  | 0  | 0               | 9     |
| Дашнакцутюн                    | 4     | 0 | 0 | 0 | 0 | 0 | 1 | 0 | 0 | 0 | 0  | 1  | 0  | 1  | 0               | 7     |
| Источник: (недоступная ссылка) |       |   |   |   |   |   |   |   |   |   |    |    |    |    |                 |       |

- Группы 1-Ереван Аван- НорНорк- Канакер-Зейтун 2- Ереван Арабкир- Ачапняк- Давташен , 3 — Ереван Малация-Себастия-Шенгавит , 4- Ереван Кентрон- Норк-Мараш- Эребуни- Нубарашен , 5 Арагац, 6 Арарат, 7 Армавир, 8 Гегаркуник , 9 Лори , 10 Котайк , 11 Ширак, 12 Сюник- Вайнадзор, 13 Котайк